# Safiental
Safiental (rätoromanska Val Stussavgia) är den östligaste kommunen i regionen Surselva i den schweiziska kantonen Graubünden. Kommunen har 963 invånare (2023) och utgörs till största delen av dalen med samma namn, som från söder till norr genomströmmas av ån Rabiusa, ett biflöde till Vorderrhein, och därmed indirekt till Rhen.
Kommunen bildades 2012 genom sammanslagning av de tidigare kommunerna Safien, Tenna och Versam, som utgör den egentliga dalen, samt Valendas, som ligger utanför dalen men hör ihop med den kulturellt.

## Historia
Inre delen av dalen (Safien och Tenna) var i stort sett obefolkad, när den under 1300-talet började koloniseras av walser från Rheinwald. Walserna började snart också bosätta sig i byarna Versam och Valendas som redan hade en rätoromansk befolkning, och under 1400-talets lopp blev de så många att deras språk och kultur kom att ta över. På så vis blev Safiental en tyskspråkig ö i en annars rätoromansk omgivning. 
Alla församlingar i kommunen reformerades på 1520-talet. Den lilla katolska minoriteten söker kyrka i grannkommunerna Bonaduz och Sagogn.

## Galleri

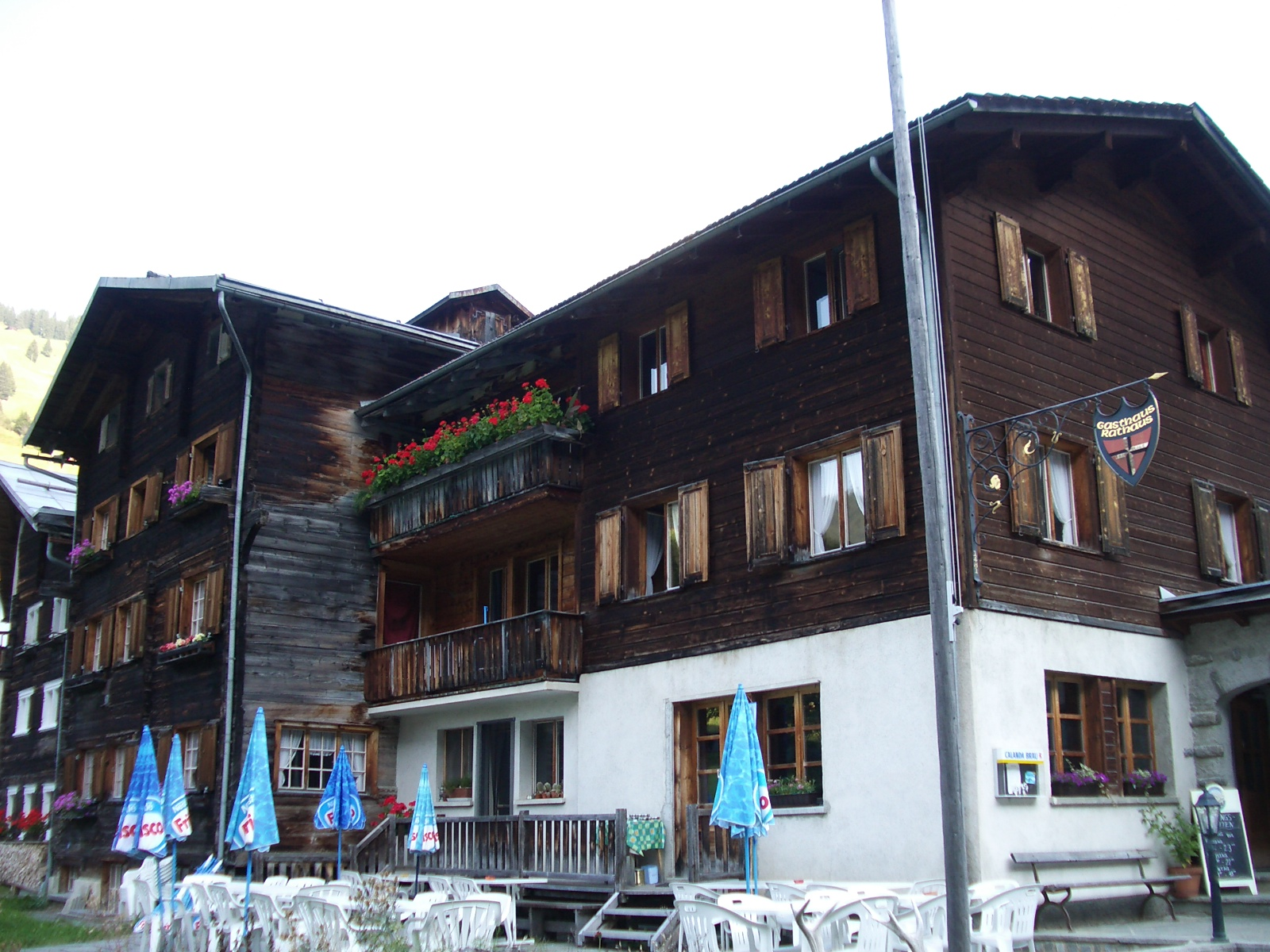
Gamla kommunhuset i Safien
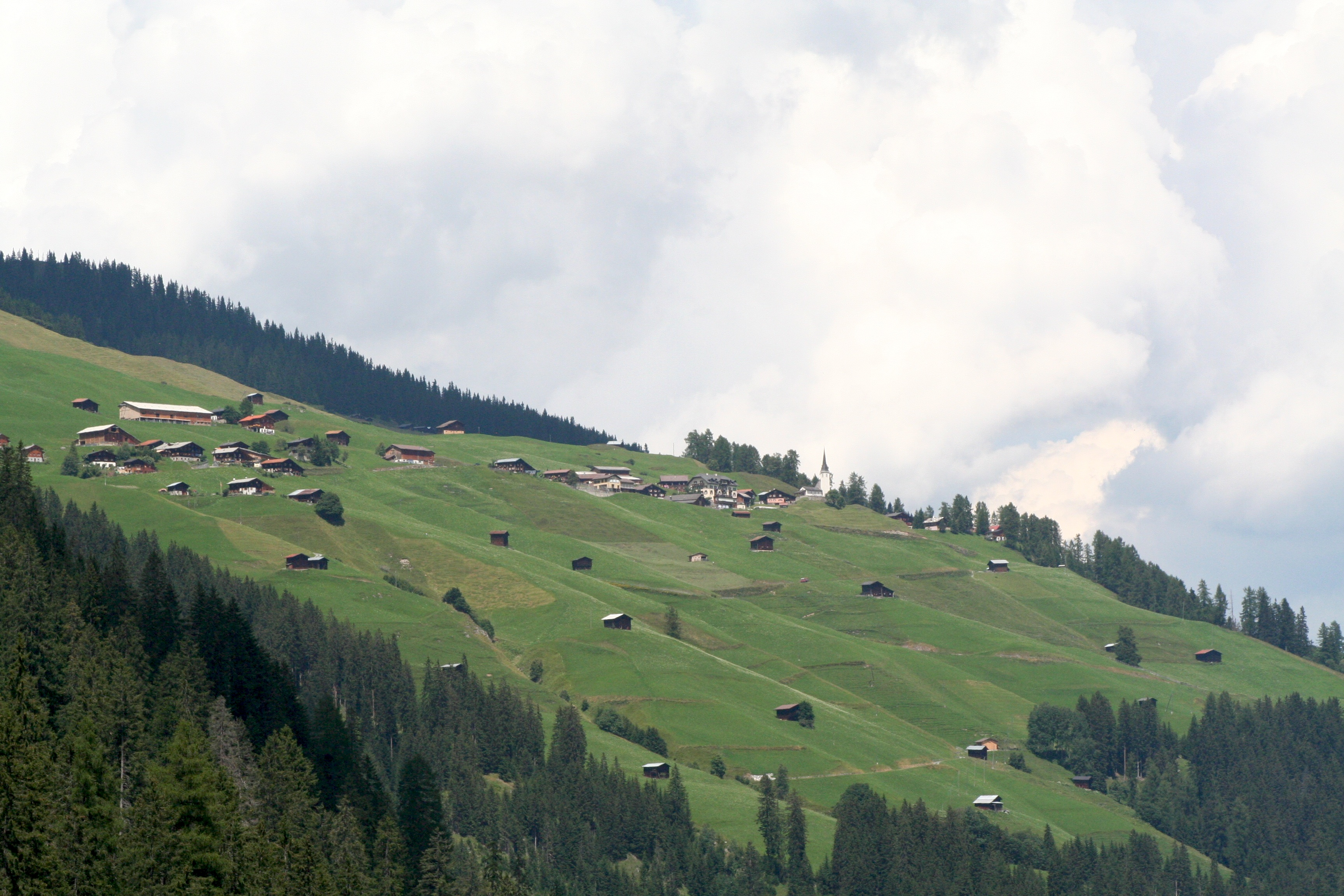
Tenna
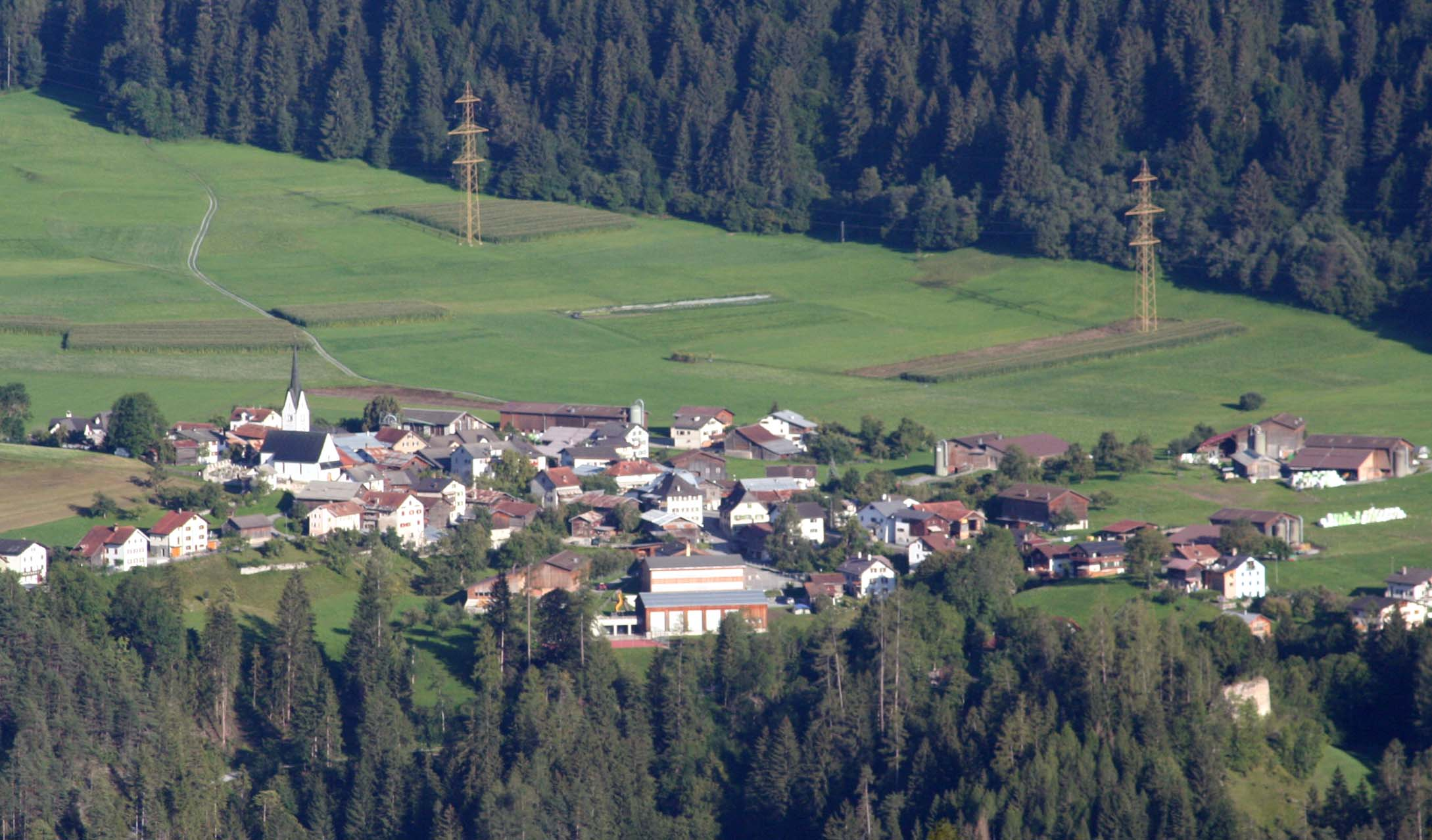
Valendas
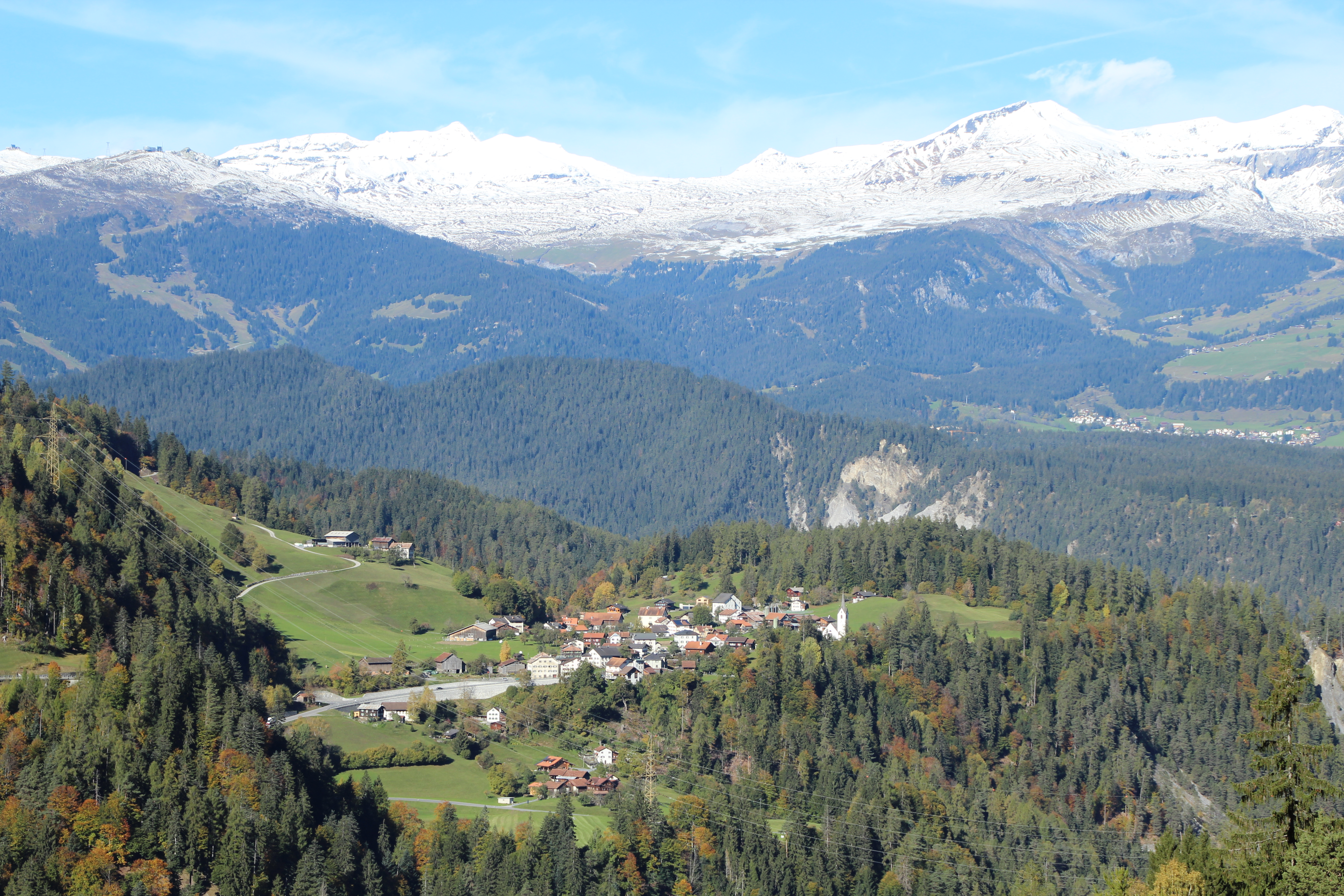
Versam